# Olivia Wilde
Olivia Jane Wilde, född Cockburn den 10 mars 1984 i New York i New York, är en amerikansk skådespelare och filmskapare.
Wilde har medverkat i bland annat OC (2004), The Black Donnellys (2007) och 2007–2012 i House, där hon spelade rollen som den kroniskt sjuka läkaren Remy "Thirteen" Hadley.
Hon är sedan starten 2009 en av de styrande personerna och medgrundarna bakom organisationen Artists for Peace and Justice för hjälp och utbildning på Haiti. I sitt arbete som offentligt engagerad djurrättsaktivist och vegan blev hon 2010 utsedd till Årets sexigaste vegetariankändis av den internationella organisationen PETA.
År 2011 tilldelades hon Kind Choices Award av samma organisation.

## Privatliv
Olivia Wilde är dotter till journalisterna Andrew Cockburn och Leslie Cockburn. Hon växte upp i Washington DC. Mellan 2003 och 2011 var hon gift med dokumentärfilmaren och fotografen Tao Ruspoli. Från 2013 och till 2020 var hon förlovad med skådespelaren Jason Sudeikis. De fick två barn.

## Filmografi i urval
- 2003–2004 – Skin (TV-serie)
- 2004 – The Girl Next Door
- 2004–2005 – OC (TV-serie)
- 2005 – Bröllopsnatten
- 2006 – Alpha Dog
- 2006 – Bickford Shmeckler's Cool Ideas
- 2006 – Camjackers
- 2006 – Turistas
- 2007 – The Black Donnellys (TV-serie)
- 2007 – The Death and Life of Bobby Z
- 2007–2012 – House (TV-serie)
- 2008 – Fix
- 2009 – Year One
- 2010 – The Next Three Days
- 2010 – Tron: Legacy
- 2011 – Cowboys & Aliens
- 2011 – The Change-Up
- 2011 – In Time
- 2012 – Deadfall
- 2012 – People Like Us
- 2012 – The Words
- 2013 – Drinking Buddies (även exekutiv producent)
- 2013 – Burt Wonderstone
- 2013 – Rush
- 2013 – Third Person
- 2013 – Her
- 2014 – Better Living Through Chemistry
- 2014 – The Longest Week
- 2015 – The Lazarus Effect
- 2015 – Meadowland (även producent)
- 2015 – Love the Coopers
- 2019 – Richard Jewell
- 2022 – Don't Worry Darling (även regissör och producent)
- 2022 – Babylon